# 金宽永
金宽永（韓語：김관영、1969年11月15日—），大韓民國自由派政治人物，現任全北特別自治道知事。

## 生平
来自全罗北道群山市。通过了注册会计师考试、公务员考试和律师资格考试。 2012年大选中以民主统合党籍当选议员后，他在2016年大选中成功以國民之黨籍再次当选议员。在担任国民之党院内副代表、副委员长、秘书长后，于2018年6月25日当选为正未来党院内代表。 
金宽永曾經是一位会计师事务所的注册会计师，擔任過第19屆、第20屆大韓民國國會議員。

## 教育
- 龙华小学毕业
- 澮縣中學校毕业
- 郡山第一高等學校毕业
- 成均馆大学工商管理学士
- 首尔大学行政研究生院，行政学硕士（论文题目 - 污染排放交易制度研究）：重点探讨引进同一制度的可能性）